# Robert Florentino
Robert Alfonso Florentino Tapia (15 de mayo de 1997) es un deportista dominicano que compite en judo.
Ganó dos medallas en los Juegos Panamericanos de 2023 y ocho medallas en el Campeonato Panamericano de Judo entre los años 2016 y 2025.

## Palmarés internacional
| Juegos Panamericanos    | Juegos Panamericanos    | Juegos Panamericanos | Juegos Panamericanos |
| Año                     | Lugar                   | Medalla              | Categoría            |
| ----------------------- | ----------------------- | -------------------- | -------------------- |
| 2023                    | Santiago (Chile)        | Medalla de bronce    | –90 kg               |
| 2023                    | Santiago (Chile)        | Medalla de bronce    | Equipo mixto         |
| Campeonato Panamericano |                         |                      |                      |
| Año                     | Lugar                   | Medalla              | Categoría            |
| 2016                    | La Habana (Cuba)        | Medalla de bronce    | –90 kg               |
| 2018                    | San José (Costa Rica)   | Medalla de bronce    | –90 kg               |
| 2019                    | Lima (Perú)             | Medalla de bronce    | –90 kg               |
| 2020                    | Guadalajara (México)    | Medalla de bronce    | –100 kg              |
| 2021                    | Guadalajara (México)    | Medalla de oro       | –90 kg               |
| 2022                    | Lima (Perú)             | Medalla de bronce    | –90 kg               |
| 2024                    | Río de Janeiro (Brasil) | Medalla de oro       | –90 kg               |
| 2025                    | Santiago (Chile)        | Medalla de plata     | –100 kg              |